# International Crisis Group
L'International Crisis Group (ICG) è un'organizzazione non governativa, no-profit, transnazionale, fondata nel 1995, che svolge attività di ricerca sul campo in materia di conflitti violenti e avanza politiche per prevenire, mitigare o risolvere tali conflitti. Esso sostiene le proprie politiche direttamente presso i governi, le organizzazioni multilaterali e altri protagonisti politici come i mezzi di comunicazione.

## Storia
(ICG, Fifteen Years on the Front Lines, 1995-2010, International Crisis Group)
L'ICG è nato dopo un incontro casuale nel gennaio 1993 tra Morton Abramowitz, ex diplomatico statunitense e poi presidente della Carnegie Endowment for International Peace, e Mark Malloch Brown, l'allora prossimo vicepresidente della Banca Mondiale, su un volo per Sarajevo. La difficoltà della comunità internazionale nel rispondere alla guerra in Bosnia ha fornito il catalizzatore per "un'organizzazione indipendente che sarebbe servita come gli occhi e le orecchie del mondo sul campo in paesi in conflitto, mentre si preme per un intervento immediato." Nelle discussioni della fase iniziale è stato coinvolto George Soros, che ha fornito il capitale di avviamento. Lo specialista in catastrofi Fred Cuny arrecò contributi significativi nell'alleviare la situazione in Bosnia, ed è stato poi ingaggiato quello stesso anno, anche se la sua partecipazione è stata presto interrotta dalla morte avvenuta nel 1995.
Nel novembre 1994, il Carnegie Endowment for International Peace ha annunciato i piani per l'ICG, mentre l'ex membro del Congresso Stephen Solarz fece una tournée di capitali straniere per promuovere la nuova organizzazione e raccogliere fondi, ottenendo il sostegno immediato da Martti Ahtisaari (Presidente della Finlandia), Gareth Evans (ministro degli Esteri di Australia) e Bernard Kouchner (fondatore di Medici Senza Frontiere e il futuro ministro degli Esteri francese). Una riunione del gennaio 1995 a Londra, ha portato molte figure internazionali insieme e hanno approvato una proposta di bilancio annuale di 8 milioni di dollari e 75 dipendenti a tempo pieno. A metà del 1995 è stato formalmente registrato negli Stati Uniti come organizzazione non-profit esentasse. Dal 1996 al 1999, ICG ha avuto un bilancio annuale di circa 2 milioni di dollari e circa 20 dipendenti a tempo pieno; entro il 2008 il suo bilancio è stato di 15 milioni di dollari.
Dopo la morte del suo primo presidente, Nicola Hinton, nel gennaio del 1997 e la sua sostituzione con Alain Destexhe, ICG ha trasferito la sua sede da Londra a Bruxelles. Destexhe dimise nell'ottobre 1999 ed è stato sostituito da Gareth Evans, con Martti Ahtisaari diventato presidente a partire dall'inizio del 2000. Louise Arbour, divenne presidente nel luglio 2009, succeduto nel settembre 2014 da Jean-Marie Guéhenno.

## Organizzazione

### Scopo
L'International Crisis Group fornisce consulenza ai governi e agli organismi intergovernativi, come le Nazioni Unite, dell'Unione europea e della Banca Mondiale sulla prevenzione e la risoluzione dei conflitti mortali. Esso combina analisi sul campo, la prescrizione della politica, e di patrocini. Con i propri conti, l'International Crisis Group svolge un ruolo importante in quattro modi:
- Avvisare tempestivamente su blog e social media, nel bollettino mensile CrisisWatch e attraverso specifici "allarmi di crisi", per esempio, in Yemen, in Thailandia, la Somalia e Venezuela;
- Contribuire dietro le quinte al sostegno e la consulenza per i negoziati di pace, ad esempio, in Colombia, Burundi, Uganda settentrionale, e il Sudan;
- Produrre analisi molto dettagliate e consigli su problemi politici specifici in conflitto o potenziali situazioni di conflitto, aiutando i responsabili politici nel Consiglio di Sicurezza delle Nazioni Unite, le organizzazioni regionali, paesi donatori e gli altri con grande influenza, e nei paesi a rischio, fare prevenzione, gestione e risoluzione dei conflitti, e nella successiva ricostruzione;
- Offrendo un nuovo pensiero strategico e tattico su conflitti e crisi intrattabili, ad esempio, sulla questione del nucleare iraniano, il conflitto arabo-israeliano, conflitti interni in Myanmar e le tensioni sino-giapponesi.

### Finanziamento
Crisis Group raccoglie fondi da parte dei governi occidentali, soprattutto fondazioni di beneficenza, aziende e donatori individuali. Nel 2011/2012, il 49% del suo finanziamento è venuto dai governi, il 20% da organizzazioni filantropiche, e il 31% da privati e fondazioni private. Durante il 2012/2013 il "reddito per le operazioni annuali" è stato di 18,3 milioni di dollari con spesa totale di 21900000 $, con il 49% dei fondi provenienti dai governi, il 23% da privati e fondazioni private e il 30% delle organizzazioni filantropiche, in cui la differenza tra fondazioni d'impresa e le organizzazioni filantropiche non è stato spiegato. All'inizio, il finanziamento era molto meno diverso, soprattutto dal cofondatore di George Soros, presidente della Open Society Institute. ICG ha un Advisory Council, che comprende aziende come Chevron e Shell, così come è elencato sul suo sito web come "Anonymous". Crisis Group è stato criticato per servire gli interessi dei suoi finanziatori aziendali e governativi.

### Uffici
Sedi internazionali del Crisis Group sono a Bruxelles, con "uffici di patrocinio" a Washington, dove è creato come una persona giuridica, New York, Londra e Mosca. ICG ha uffici in 30 sedi, con squadre di analisti spediti in aree a rischio di scoppio, acutizzazione o la reiterazione del conflitto. Sulla base delle informazioni, queste squadre si riuniscono, ICG ha creato relazioni analitiche con le raccomandazioni per i leader e le organizzazioni mondiali. Tutti i rapporti e gli avvisi di conflitto, sono disponibili al pubblico. Il bollettino CrisisWatch mensile è on-line dal 2003.
A partire dal gennaio 2014, ICG opera in 31 uffici a Abuja, Bangkok, Beirut, Bishkek, Bogotà, Bujumbura, Città del Guatemala, Città del Messico, Dakar, Damasco, Dubai, Gaza, Gerusalemme, Giacarta, Il Cairo, Islamabad, Istanbul, Johannesburg, Kabul, Kathmandu, Nairobi, Pechino, Port-au-Prince, Pristina, Rabat, Sanaa, Sarajevo, Seul, Tbilisi, Tripoli e Tunisi. Il sito web dell'ICG ha anche dichiarato che "116 posizioni di ICG il 1º febbraio 2014, 63 si basavano sul campo in 26 posizioni".

## Ufficiali e staff

### Consiglio di fondazione
Il consiglio di fondazione della Crisis Group è stato co-presieduto da Mark Malloch Brown e Ghassan Salamé, preside della Facoltà di Parigi degli affari internazionali e Scienze. A partire dal settembre 2014, il presidente del ICG e capo esecutivo è Jean-Marie Guéhenno, ex sottosegretario generale delle Nazioni Unite per le operazioni di mantenimento della pace. Egli è stato preceduto da Louise Arbour, ex Alto commissariato delle Nazioni Unite per i diritti umani e la giustizia della Corte Suprema del Canada. È stata preceduta dal gennaio 2000 al luglio 2009 da Gareth Evans, ex ministro degli Esteri australiano.  Il vice presidente del Consiglio è Ayo Obe, avvocato, giornalista e conduttrice televisiva dalla Nigeria. A partire dal gennaio 2014 fanno parte del Consiglio i seguenti "altri amministratori":
Altri amministratori
- Mort Abramowitz
- Hushang Ansary
- Nahum Barnea
- Samuel Berger
- Carl Bildt
- Emma Bonino
- Micheline Calmy-Rey
- Cheryl Carolus
- Maria Livanos Cattaui
- Wesley Clark
- Sheila Coronel
- Mark Eyskens
- Lykke Friis
- Frank Giustra
- Mo Ibrahim
- Wolfgang Ischinger
- Asma Jahangir
- Wu Jianmin

Altri amministratori continui
- Wadah Khanfar
- Wim Kok
- Ricardo Lagos
- Joanne Leedom-Ackerman
- Sankie Mthembi Mahanyele
- Lalit Mansingh
- Thomas R. Pickering
- Karim Raslan
- Paul Reynolds
- Olympia Snowe
- George Soros
- Javier Solana
- Pär Stenbäck
- Jonas Gahr Støre
- Lawrence Summers
- Wang Jisi
- Lionel Xinsou

Presidenti Emeriti
- Martti Ahtisaari
- George J. Mitchell

Presidente Emerito
- Gareth Evans

## Premi
L'ICG "In Pursuit of Peace Award" è stato istituito nel 2005, ed è associata ad una serata di gala a New York. Fra i premiati vi sono i presidenti degli Stati Uniti Bill Clinton e George H. W. Bush, Hillary Rodham Clinton; il Premio Nobel per la Pace Martti Ahtisaari e Ellen Johnson Sirleaf, economista e filantropo George Soros.
Nel 2013 il premio è stato conferito all'ex presidente brasiliano Luiz Inácio Lula da Silva e al presidente birmano Thein Sein  provocato polemiche a causa dei diritti umani della Birmania, con la cerimonia di premiazione in coincidenza con la pubblicazione di un rapporto di Human Rights Watch di pulizia etnica da parte dell'amministrazione di Thein Sein.

## Paesi e territori con attività continua del Crisis Group
Crisis Group attualmente copre circa 70 aree di conflitto reale o potenziale, per gli analisti che operano da basi regionali o sul campo o consulenti.
- Africa: Burkina Faso, Burundi, Camerun, Ciad, Costa d'Avorio, Eritrea, Etiopia, Guinea, Guinea-Bissau, Kenya, Liberia, Madagascar, Nigeria, Repubblica Centrafricana, Repubblica Democratica del Congo, Sierra Leone, Somalia, Sudan, Sudan del Sud, Uganda, Zimbabwe
- Asia: Afghanistan, Birmania, Corea del Nord, Filippine, Indonesia, Kashmir, Kazakistan, Kirghizistan, Malaysia, Nepal, Pakistan, Singapore, Sri Lanka, Stretto di Taiwan, Tagikistan, Thailandia, Timor Est, Turkmenistan, Uzbekistan
- Europa: Armenia, Azerbaigian, Bosnia ed Erzegovina, Caucaso del Nord, Cipro, Georgia, Kosovo, Serbia, Turchia
- America Latina e Caraibi: Colombia, Guatemala, Haiti, Venezuela
- Medio oriente/Nord Africa: Algeria, Bahrein, Egitto, Giordania, Iran, Iraq, Israele/Palestina, Libano, Marocco, Sahara occidentale, Siria, Tunisia, Yemen

## Critiche
L'indipendenza dei membri del consiglio del Crisis Group è stata criticata e la CIG è stata criticata per "servire gli interessi occidentali". A luglio 2014, il numero speciale del trimestrale Terzo Mondo ha riunito le 10 critiche ai diritti dell'organizzazione.